# Cuộc nổi dậy 8888
Cuộc biểu tình toàn quốc vì dân chủ 8888 (chuyển tự tiếng Miến Điện: hrac le: lum:) còn được biết đến với tên gọi Khởi nghĩa Sức mạnh của Nhân dân là một chuỗi các cuộc tuần hành, biểu tình, phản đối và bạo loạn ở Miến Điện (Myanmar). Sự kiện chính diễn ra vào ngày 8 tháng 8 năm 1988, do đó được gọi là Cuộc biểu tình 8888 hoặc Cuộc nổi dậy 8888.
Từ năm 1962, Miến Điện nằm dưới sự cai trị dưới chế độ độc đảng của Đảng Kế hoạch Xã hội chủ nghĩa Miến Điện do Tướng Ne Win đứng đầu. "Chủ nghĩa xã hội kiểu Miến Điện" biến đổi đất nước này trở thành một trong nhữnq quốc gia nghèo nhất thế giới. Nhiều công ty trong lĩnh vực kinh tế chính thức bị quốc hữu hóa và chính phủ tiến hành chính sách kinh tế kế hoạch theo kiểu Liên Xô, tuy nhiên quá trình đã trở nên kém hiệu quả do chịu ảnh hưởng từ các đức tin Phật giáo và mê tín.
Cuộc nổi dậy 8888 khởi phát từ các hoạt động của sinh viên ở Yangon (Rangoon) vào ngày 8 tháng 8 năm 1988. Các cuộc biểu tình sinh viên sau đó lan rộng trên toàn quốc. Hàng trăm, hàng ngàn sư sãi mặc áo cà sa đỏ, thanh thiếu niên, sinh viên đại học, bà nội trợ, bác sĩ và dân chúng biểu tình chống chế độ. Cuộc nổi dậy kết thúc vào ngày 18 tháng 9, sau cuộc đảo chính quân sự đẫm máu của Hội đồng Khôi phục Pháp luật và Trật tự Quốc gia (SLORC). Quân đội Miến Điện bị quy trách nhiệm cho cái chết của hàng ngàn người biểu tình, tuy nhiên chính quyền Miến Điện đưa ra con số thiệt mạng là khoảng 350 người.
Trong cuộc khủng hoảng, Aung San Suu Kyi nổi lên thành một biểu tượng quốc gia. Khi chính quyền quân sự tổ chức một cuộc bầu cử vào năm 1990, đảng của bà là Liên minh Quốc gia vì Dân chủ giành được 80% số ghế trong quốc hội (392 ghế trong số 492 ghế). Tuy nhiên, chính quyền quân sự bác bỏ kết quả bầu cử, từ chối giao lại quyền lực và tiến hành đàn áp phong trào dân chủ. Một phần của chiến lược đàn áp các phong trào dân chủ là tiến hành quản thúc tại gia đối với Aung San Suu Kyi. Hội đồng Khôi phục Pháp luật và Trật tự Quốc gia trên danh nghĩa đổi tên từ Đảng Kế hoạch Xã hội chủ Nghĩa Miến Điện. Quá trình quản thúc bà Suu Kyi tại gia được dỡ bỏ vào năm 2010 khi sự quan tâm của toàn thế giới dành cho bà một lần nữa lên đến đỉnh điểm trong quá trình làm bộ phim tiểu sử về bà Suu Kyi mang tên The Lady.

## Bối cảnh

### Các vấn đề kinh tế
Trước khủng hoảng, Miến Điện nằm dưới quyền cai trị áp chế và cô lập của Tướng Ne Win từ năm 1962. Nợ quốc gia của Miến Điện là 3,5 tỷ USD và dự trữ tiền tệ là từ 20 triệu đến 35 triệu USD, tỷ lệ trả nợ ở mức một nửa ngân sách quốc gia. Tháng 11 năm 1985, các sinh viên tập hợp và tẩy chay quyết định của chính phủ về việc thu hồi giấy bạc Miến Điện. Các khó khăn kinh tế kèm với hoạt động bình loạn đòi hỏi phải tiếp tục tham dự trên thị trường quốc tế.
Ngày 5 tháng 9 năm 1987, Ne Win tuyên bố thu hồi các giấy bạc mới phát hành mệnh giá 100, 75, 35 và 25 kyat, chỉ lưu hành các giấy bạc mệnh giá 45 và 90 kyat, có vẻ là do chỉ hai mệnh giá này có số chia hết cho 9, vốn được cho là số may mắn đối với Ne Win. Các sinh viên đặc biệt tức giận với quyết định của chính phủ về việc lập tức xóa bỏ tiết kiệm dành cho học phí. Sinh viên của Hoc viện Kỹ thuật Rangoon (RIT) làm loạn khắp Rangoon, phá các cửa sổ và đèn giao thông trên đường Insein. Các đại học tại Rangoon đóng cửa và cho sinh viên về nhà. Trong khi đó, các cuộc biểu tình lớn hơn tại Mandalay có sự tham dự của giới hòa thượng và công nhân, một số người trong đó đốt các tòa nhà chính phủ và doanh nghiệp quốc doanh. Truyền thông nhà nước Miến Điện tường thuật ít ỏi về các cuộc biểu tình, song thông tin nhanh chóng được truyền bá trong giới sinh viên.
Các trường học mở cửa lại vào cuối tháng 10 năm 1987, các tổ chức bí mật tại Rangoon và Mandalay làm ra các truyền đơn bất đồng quan điểm, hoạt động lên đến cực điểm là nổ bom trong tháng 11. Cảnh sát sau đó nhận được các thư đe dọa từ các tổ chức bí mật, các tổ chức này tổ chức các cuộc biểu tình nhỏ quanh các trường đại học. Sau khi đảm bảo được tình trạng Quốc gia kém phát triển nhất tại Các quốc gia kém phát triển nhất trong tháng 12 năm 1987, chính sách của chính phủ yêu cầu các nông dân bán sản phẩm dưới giá thị trường để tạo thu nhập nhiều hơn cho chính phủ, kích động một số các cuộc biểu tình bạo lực tại nông thôn. Các cuộc biểu tình được thổi bùng từ các bức thư mở của cựu phó tư lệnh Chuẩn tướng Aung Gyi gửi cho Ne Win từ tháng 7 năm 1987, nhắc nhở về bạo loạn lúa gạo năm 1967 chỉ trích việc thiếu cải cách kinh tế, mô tả Miến Điện "như là trò cười" so với các quốc gia Đông Nam Á khác. Aung Gyi sau đó bị bắt giữ.

### Các cuộc biểu tình dân chủ ban đầu
Ngày 12 tháng 3 năm 1988, các sinh viên từ Học viện Kỹ thuật Rangoon tranh cãi với các thanh niên ngoài học đường trong quán trà Sanda Win về nhạc phát trên một hệ thống âm thanh. Một thanh niên say rượu không trả lại băng nhạc được các sinh viên yêu thích. Tiếp đó là ẩu đả với kết quả là con trai của một quan chức trong Đảng Kế hoạch Xã hội chủ nghĩa Miến Điện bị bắt giữ và sau đó được phóng thích vì làm bị thương một sinh viên. Các sinh viên biểu tình tại một đồn cảnh sát địa phương, 500 cảnh sát chống bạo động được huy động và trong xung đột tiếp sau đó, một sinh viên tên là Phone Maw bị bắn chết. Sự kiện khiến các tổ chức ủng hộ dân chủ tức giận và sang những ngày sau có thêm nhiều sinh viên tập hợp tại Học viện Kỹ thuật Rangoon và lan truyền đến các trường khác. Các sinh viên chưa từng tham gia biểu tình trước đó, song họ ngày càng tự nhận định bản thân là các nhà hoạt động. Cùng với phẫn uất ngày càng tăng đối với chế độ quân sự và không có phương thức để biểu thị các bất bình, tình hình càng trầm trọng do sự tàn bạo của cảnh sát, quản lý kinh tế yếu kém và tham nhũng trong chính phủ.
Đến giữa tháng ba, một số cuộc biểu tình đã diễn ra và xuất hiện bất đồng quan điểm công khai trong quân đội. Một số cuộc tuần hành bị trấn áp bằng hơi cay. Ngày 16 tháng 3, các sinh viên yêu cầu kết thúc cai trị độc đảng tuần hành hướng đến các binh sĩ bên hồ Inya trong khi cảnh sát chống báo động tấn công từ phía sau, đánh một số sinh viên đến chết và hiếp dâm một số người khác. Một số sinh viên nhớ lại rằng cảnh sát hét lên "không cho chúng nó thoát" và "Giết chúng nó!". Các câu chuyện mà trong đó có một số về sau bị phát hiện là hư cấu được lưu hành về các sự kiện vào ngày hôm đó và chúng nhanh chóng được truyền bá giúp tập hợp ủng hộ quần chúng cho phong trào. Náo động do chính phủ quản lý kinh tế yếu kém và đàn áp chính trị dẫn đến các cuộc tuần hành ủng hộ dân chủ rộng khắp trên toàn quốc.

### Ne Win từ chức
Sau các cuộc biểu tình mới xảy ra, giới cầm quyền công bố đóng cửa các đại học trong vài tháng. Đến tháng 6 năm 1988, các cuộc tuần hành lớn của sinh viên và cảm tình viên là cảnh tượng thường nhật. Nhiều sinh viên, cảm tình viên và cảnh sát chống bạo động thiệt mạng trong tháng khi những cuộc biểu tình lan từ thủ đô ra toàn quốc. Bất ổn dân sự quy mô lớn được ghi nhận tại Pegu, Mandalay, Tavoy, Toungoo, Sittwe, Pakokku, Mergui, Minbu và Myitkyina. Lực lượng tuần hành với số lượng đông đảo yêu cầu dân chủ đa đảng, ghi dấu bằng viện Ne Win từ chức vào ngày 23 tháng 7 năm 1988. Trong diễn văn từ chức, vào ngày 23 tháng 7 Ne Win khẳng định rằng "Quân đội sẽ bắn chết khi nổ súng". Ông cũng cam kết một hệ thống đa đảng, song ông bổ nhiệm nhân vật phần lớn không được ưa chuộng là Sein Lwin, có biệt danh là "Đồ tể Rangoon" đứng đầu chính phủ mới.

## Các diễn biến

### Từ ngày 1 đến 7 tháng 8

Cờ của Đảng Kế hoạch Xã hội chủ nghĩa Miến Điện, chính đảng hợp pháp duy nhất cai trị đất nước này trong giai đoạn 1962-1988.

Các cuộc biểu tình của sinh viên lên đến cao trào vào tháng 8 năm 1988. Sinh viên lên kế hoạch cho một cuộc biểu tình trên toàn quốc vào ngày 8 tháng 8 năm 1988, một ngày may mắn dựa vào ý nghĩa của các con số. Tin tức về các cuộc biểu tình đến được các vùng nông thôn và bốn ngày trước khi cuộc biểu tình toàn quốc, sinh viên trên cả nước đã lên án chế độ Sein Lwin và quân đội được huy động. Tờ rơi và áp phích xuất hiện trên đường phố Rangoon mang hình con công trong tư thế chiến đấu, biểu tượng của Liên Đoàn Sinh viên toàn Miến Điện. Các ủy ban khu phố và đình công được công khai thành lập theo lời khuyên của các nhà hoạt động ngầm, nhiều người trong số này chịu ảnh hưởng từ các phong trào ngầm tương tự của công nhân và các hòa thượng trong những năm 1980  Từ 2 đến 10 tháng 8, các cuộc biểu tình phối hợp diễn ra ở hầu hết các đô thị tại Miến Điện
Trong thời gian này, báo chí bất đồng chính kiến được tự do xuất bản, băng rôn hình con công được giăng, các cuộc tuần hành đồng bộ được tổ chức và những người tổ chức tuần hành được bảo vệ Tại Rangoon, các dấu hiệu đầu tiên của phong trào bắt đầu vào khoảng rằm tháng Waso theo lịch Miến tại chùa Shwedagon khi các biểu tình viên sinh viên xuất hiện để yêu cầu ủng hộ cho các cuộc tuần hành. Các ủy ban khu phố và đình công chốt chặn và bảo vệ các khu phố và huy động thêm các cuộc tuần hành. Tại một số khu vực, các ủy ban được thiết lập sân khấu tạm thời để các nhà diễn thuyết phát biểu trước đám đông và gây quỹ ủng hộ các cuộc tập hợp.

Lá cờ của Liên đoàn Quốc gia vì Dân chủ với hình một con công chiến đấu đã trở thành một biểu tượng của các cuộc biểu tình trên các đường phố của Miến Điện.

Trong vài ngày đầu tiên của các cuộc biểu tình Rangoon, các nhà hoạt động liên lạc với luật sư và các hòa thượng ở Mandalay để vận động họ tham gia vào các cuộc biểu tình.  Nhân dân Miến Điện từ tất cả các tầng lớp xã hội nhanh chóng tham gia cùng các sinh viên, bao gồm cả nhân viên chính phủ, các hòa thượng, quân nhân không quân và hải quân, công chức hải quan, giáo viên và nhân viên bệnh viện. Các cuộc tuần hành trên đường phố Rangoon trở thành một tâm điểm cho các cuộc biểu tình, và truyền bá đến các thủ phủ bang. Có 10.000 người tuần hành bên ngoài chùa Sule ở Rangoon, tại đây họ đốt và chôn hình nộm của Ne Win và Sein Lwin trong quan tài được trang trí với các tiền giấy bị thu hồi Có thêm các cuộc tuần hành diễn ra trên khắp đất nước tại các sân vận động và bệnh viện. Các hòa thượng tại chùa Sule mô tả rằng tượng Phật biến đổi hình thù và xuất hiện hình ảnh thiên đường trên đầu Đức Phật. Ngày 3 tháng 8, chính quyền áp đặt thiết quân luật 08:00 sáng-04:00 chiều và cấm chỉ các cuộc tụ họp của hơn năm người.

### Từ 8 đến 12 tháng 8
Theo kế hoạch, một cuộc tổng đình công theo kế hoạch bắt đầu vào ngày 8 tháng 8 năm 1988. Các cuộc tuần hành quy mô lớn được tổ chức trên khắp Miến Điện với sự tham gia của các dân tộc thiểu số, tín đồ Phật giáo, Hồi giáo, sinh viên, công nhân, người già lẫn trẻ. Cuộc diễu hành đầu tiên vòng quanh Rangoon, dừng lại để nhân dân nghe diễn thuyết. Một sân khấu cũng được dựng lên. Người biểu tình từ các khu dân cư Rangoon cũng tụ tập ở trung tâm thành phố. Chỉ có một thương vong được ghi nhận tại thời điểm này khi một cảnh sát giao thông hoảng sợ đã bắn vào đám đông và chạy trốn. (Các cuộc tuần hành như vậy xảy ra hàng ngày cho đến 19 tháng 9.) Những người biểu tình hôn giầy của những người lính để thuyết phục họ tham gia các cuộc biểu tình dân sự, trong khi một số người bao quanh sĩ quan quân đội để bảo vệ họ khỏi đám đông và tránh các vụ bạo lực diễn ra như trước đó. Trong bốn ngày tiếp các cuộc biểu tình vẫn tiếp tục; Chính phủ ngạc nhiên trước quy mô của các cuộc biểu tình và hứa sẽ chú ý đến các yêu sách của những người biểu tình trong "chừng mực có thể". Sein Lwin cho đưa thêm binh sĩ từ các khu vực nổi dậy đi đối phó với những người biểu tình.
Tại khu vực Mandalay, có một ủy ban đình công tổ chức bài bản hơn do các luật sư lãnh đạo, và tiến hành thảo luận tập trung về nền dân chủ đa đảng và nhân quyền. Nhiều người tham gia vào cuộc biểu tình đến từ các thị trấn và làng lân cận. Những người nông dân đặc biệt tức giận với chính sách kinh tế của chính phủ đã tham gia các cuộc biểu tình ở Rangoon. Đặc biệt có làng, 2.000 trong 5.000 người cũng đình công.
Một thời gian ngắn sau đó, nhà chức trách khai hỏa vào những người biểu tình. Ne Win ra lệnh rằng "súng không bắn lên trên," nghĩa là lệnh cho quân đội bắn thẳng vào những người tuần hành. Những người biểu tình phản ứng bằng cách ném bom xăng, kiếm, dao, đá, phi tiêu độc và nan hoa xe đạp. Trong một sự cố, người biểu tình đốt cháy một đồn cảnh sát và giết chết bốn nhân viên bỏ chạy. Ngày 10 tháng 8, các binh sĩ bắn vào Bệnh viện Đa khoa Rangoon, giết chết các y tá và bác sĩ đang chăm sóc cho người bị thương. Đài phát thanh Rangoon của nhà nước tường trình rằng 1.451 "kẻ cướp và làm loạn" đã bị bắt.
Ước tính số thương vong xung quanh cuộc biểu tình 8888 là từ hàng trăm đến 10.000 người; tuy nhiên chính quyền quân sự đưa các con số vào khoảng 95 người thiệt mạng và 240 người bị thương.

### Từ 13 đến 31 tháng 8
Sein Lwin đột ngột từ chức mà không có giải thích vào ngày 12 tháng 8, điều này làm nhiều người biểu tình vui mừng và bối rối. Lực lượng an ninh hành sự thận trọng hơn với người biểu tình, đặc biệt là trong các khu phố do người biểu tình hoàn toàn kiểm soát. Ngày 19 tháng 8, dưới áp lực phải thành lập chính phủ dân sự, người viết tiểu sử cho Ne Win là Maung Maung được bổ nhiệm làm người đứng đầu chính phủ. Maung Maung là một học giả pháp luật và là nhân vật phi quân sự duy nhất phục vụ trong Đảng Kế hoạch Xã hội chủ nghĩa Miến Điện. Việc bổ nhiệm Maung Maunggiúp giảm vụ nổ súng và các cuộc biểu tình trong một thời gian ngắn.
Các cuộc tuần hành trên toàn quốc tiếp tục vào ngày 22 tháng 8 năm năm 1988. Ở Mandalay, 100.000 dân tham gia biểu tình, trong đó có các hòa thượng Phật giáo và 50.000 người biểu tình ở Sittwe. Các cuộc tuần hành lớn cũng diễn ra từ Taunggyi và Moulmein đến các bang dân tộc thiểu số xa xôi (đặc biệt là nơi từng diễn ra các chiến dịch quân sự), với màu đỏ trên băng rôn là biểu tượng của dân chủ. Hai ngày sau đó, các bác sĩ, hòa thượng, nhạc sĩ, diễn viên, luật sư, cựu chiến binh quân đội và công nhân viên chính phủ tham gia các cuộc biểu tình. Việc này khiến các ủy ban khó kiểm soát được tình hình. Trong thời gian này, những người tuần hành ngày càng trở nên cảnh giác với những người "có dấu hiệu đáng ngờ" và các sĩ quan cảnh sát và quân đội. Một ủy ban địa phương từng chặt đầu nhầm một cặp đôi do nghi ngờ họ mang theo một quả bom. Các sự cố tương tự không xảy ra phổ biến ở Mandalay, tại đây các cuộc biểu tình diễn ra trong ôn hòa hơn do được các hòa thượng và các luật sư lãnh đạo.
Ngày 26 tháng 8, Aung San Suu Kyi, người theo dõi các cuộc biểu tình khi trở về Miến Điện để chăm sóc cho mẹ, tham gia chính trường bằng buổi diễn thuyết trước nửa triệu người ở chùa Shwedagon. Từ thời điểm này bà đã trở thành một biểu tượng cho cuộc đấu tranh dân chủ ở Miến Điện, đặc biệt là trong cách nhìn của phương Tây. Suu Kyi là con gái của lãnh đạo độc lập Aung San, bà xuất hiện để sẵn sàng lãnh đạo phong trào dân chủ. Bà kêu gọi dân chúng không chống lại quân đội mà tìm hòa bình thông qua các phương tiện đấu tranh bất bạo động.
Vào khoảng thời gian này, cựu Thủ tướng U Nu và Chuẩn tướng nghỉ hưu Aung Gyi đồng thời nổi lên trên chính trường trong vai trò một "mùa hè dân chủ" khi nhiều nhà lãnh đạo dân chủ cũ quay trở lại chính trường. Bất chấp những thành tựu đạt được của phong trào dân chủ, Ne Win vẫn nắm quyền trong hậu trường.

### Tháng 9
Tháng 9 năm đó, 90% đại biểu quốc hội (968 trong số 1080) đã bỏ phiếu ủng hộ một chính phủ đa đảng. Đảng Kế hoạch Xã hội chủ nghĩa Miến Điện tuyên bố sẽ tổ chức một cuộc tổng tuyển cử, nhưng các đảng đối lập kêu gọi chính phủ lập tức từ chức và cho phép một chính phủ lâm thời tổ chức các cuộc bầu cử. Sau khi Đảng Kế hoạch Xã hội chủ nghĩa Miến Điện từ chối cả hai yêu sách này, người biểu tình lại đổ xuống đường vào ngày 12 tháng 9 năm 1988. U Nu hứa sẽ tổ chức bầu cử trong vòng một tháng và công bố thành lập một chính phủ lâm thời. Cảnh sát và quân đội bắt đầu trở nên thân thiện với những người biểu tình. Phong trào lâm vào bế tắc do dựa vào ba hy vọng: các cuộc biểu tình hàng ngày để buộc chế độ phải đáp ứng nhu cầu của họ, khuyến khích binh sĩ đào ngũ và thu hút sự chú ý của quốc tế với hy vọng rằng quân đội Liên Hợp Quốc hay Hoa Kỳ sẽ đến. Chỉ một lượng hạn chế binh sĩ đã đào ngũ, chủ yếu là hải quân Hạ nghị sĩ Hoa Kỳ Stephen Solarz là người có kinh nghiệm với các cuộc biểu tình dân chủ gần đây tại Philippines và Hàn Quốc đã tới Miến Điện vào tháng 9 khuyến khích chính phủ tiến hành cải cách, lặp lại các chính sách của chính phủ Hoa Kỳ đối với Miến Điện.
Vào giữa tháng 9, các cuộc biểu tình ngày càng khốc liệt và hỗn loạn hơn, và các binh sĩ cố tình dẫn người biểu tình vào cuộc chạm trán mà họ dễ dàng giành chiến thắng. Những người biểu tình đòi thay đổi nhanh chóng hơn, và không tin tưởng các bước cải cách dần dần.

## SLORC tiến hành "đảo chính" và đàn áp
Ngày 18 tháng 9 năm 1988, quân đội giành lại quyền lực trong nước. Tướng Saw Maung bãi bỏ Hiến pháp 1974 và thành lập Hội đồng Quốc gia Khôi phục Luật pháp và Trật tự (SLORC), "áp đặt các biện pháp hà khắc hơn Ne Win từng áp đặt." Sau khi Saw Maung áp đặt thiết quân luật, các cuộc biểu tình bị đàn áp dữ dội. Chính phủ công bố trên đài phát thanh nhà nước là quân đội nắm quyền lực vì lợi ích dân tộc "nhằm chấm dứt kịp thời tình trạng xấu đi trên toàn bộ các phương diện trên cả nước." Các binh sĩ được triển khai trên các thành phố khắp Miến Điện, bắn bừa bãi vào người biểu tình. Trong tuần đầu tiên, 1.000 sinh viên, sư sãi và học sinh thiệt mạng và 500 người khác bị giết trong cuộc biểu tình bên ngoài Đại sứ quán Hoa Kỳ một cảnh tượng được một người quay phim gần đó ghi lại và phát đi trên truyền thông thế giới. Saw Maung mô tả những người chết là "kẻ cướp". Những người biểu tình bị truy đuổi vào rừng và một sinh viên tiếp nhận huấn luyện trên biên giới với Thái Lan. 
Đến cuối tháng 9, ước tính khoảng 3000 người bị giết và chưa biết con số thương vong, riêng ở Rangoon có khoảng 1000 người bị giết. Lúc này, Aung San Suu Kyi kêu gọi giúp đỡ. Ngày 21 tháng 9, chính phủ giành lại quyền kiểm soát đất nước., còn phong trào thực tế tan vỡ vào tháng 10. Đến cuối năm 1988, người ta ước tính rằng 10.000 người - bao gồm cả những người biểu tình và binh lính, đã bị giết chết. Nhiều người khác bị mất tích.

## Hậu quả

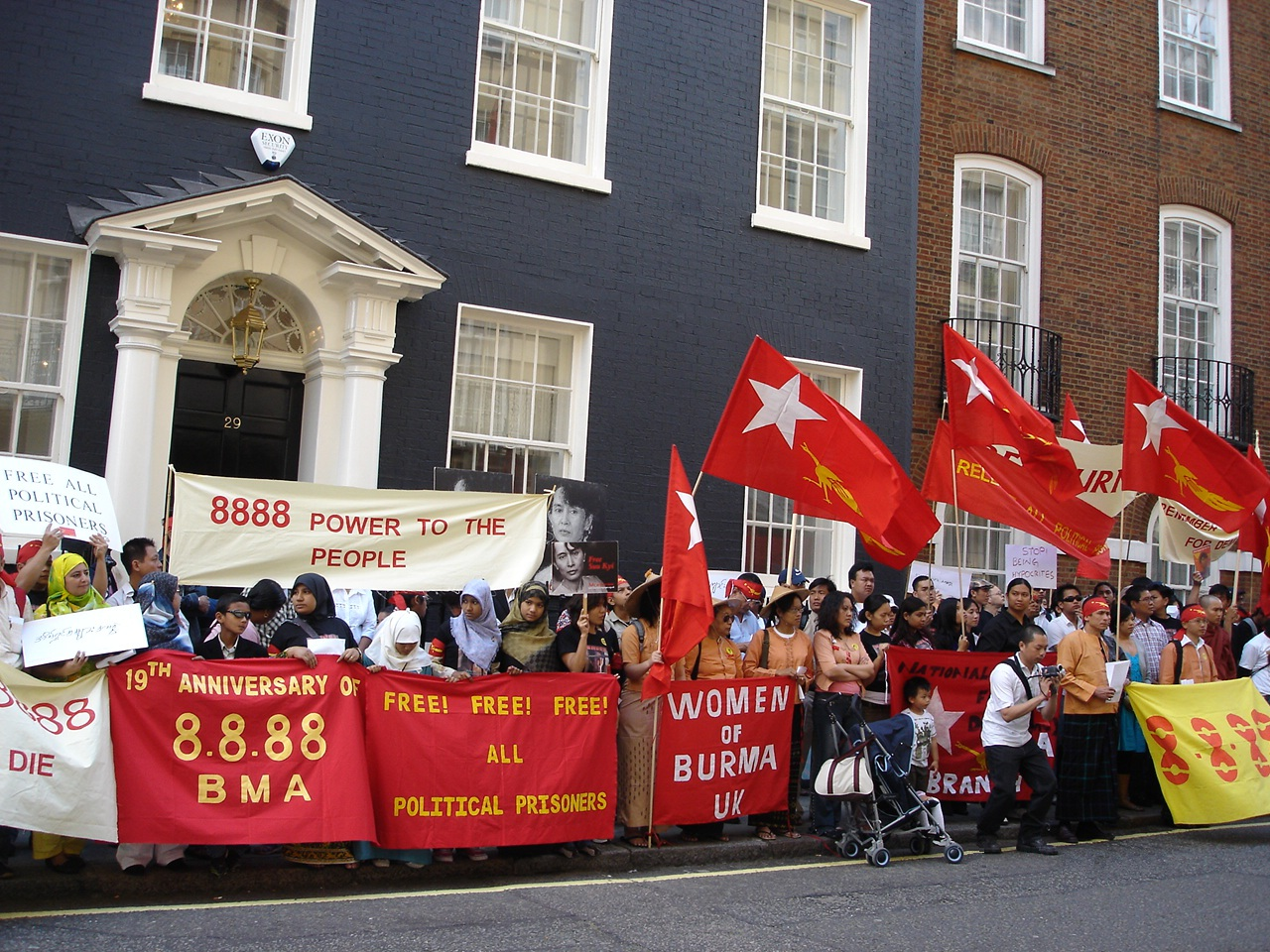
Các lễ kỷ niệm liên tục cuộc nổi dậy 1988 diễn ra tại nhiều nơi trên thế giới.

Nhiều người tại Miến Điện tin rằng chế độ sẽ sụp đổ khi Liên Hợp Quốc và các quốc gia lân cận từ chối công nhận đảo chính. Các chính phủ phương Tây và Nhật Bản cắt viện trợ cho Miến Điện. Trong số các quốc gia láng giếng của Miến Điện, Ấn Độ là nước chỉ trích nhiều nhất; lên án đàn áp, đóng cửa biên giới và lập các trại tị nạn dọc biên giới của mình với Miến Điện. Đến năm 1989, 6.000 ủng hộ viên của Liên minh Quốc gia vì Dân chủ bị bắt giữ trong tù và những người đào thoát đến các khu vực dân tộc thiểu số gần biên giới, như Kawthoolei, lập các tổ chức cùng những người có nguyện vọng về quyền tự quyết lớn hơn. Ước tính rằng có 10.000 người đào thoát đến các khu vực miền núi do các nhóm phiến quân dân tộc thiểu số kiểm soát, như Quân đội Giải phóng Dân tộc Karen, và nhiều người sau đó được đào tạo thành các binh sĩ.
Sau cuộc nổi dậy, Hội đồng Khôi phục Pháp luật và Trật tự bắt đầu "tuyên truyền vụng về" về những người tổ chức các cuộc biểu tình. Người đứng đầu cơ quan tình báo là Khin Nyunt tổ chức một cuộc họp báo bằng tiếng Anh nhằm cung cấp tường thuật có lợi cho Hội đồng nhắm đến các nhà ngoại giao và truyền thông. Truyền thông Miến Điện trải qua hạn chế hơn nữa trong giai đoạn này, sau khi được tường thuật tương đối tự do vào đỉnh cao của các cuộc biểu tình. Trong các cuộc họp báo, Khin Nyunt trình bày chi tiết về âm mưu phái hữu hành động với "phần tử ngoại quốc có tính lật đổ" nhằm lật đổ chế độ, và phái tả hành động nhằm lật đổ nhà nước the regime. Bất chấp các cuộc họp báo, ít người tin tưởng lý luận của chính phủ. Trong khi các buổi họp báo này đang diễn ra, Hội đồng Khôi phục Pháp luật và Trật tự bí mật đàm phán với các phiến quân.
Từ năm 1988 đến năm 2000, chính phủ Miến Điện lập 20 bảo tàng trình bày chi tiết về vai trò trung tâm của quân đội trong lịch sử Miến Điện và gia tăng quân số từ 180.000 lên 400.000. Các trường phổ thông và đại học vẫn bị đóng cửa nhằm ngăn ngừa nổi dậy tiếp tục. Aung San Suu Kyi, U Tin Oo và Aung Gyi ban đầu công khai bác bỏ đề xuất của Hội đồng Khôi phục Pháp luật và Trật tự về việc tổ chức bầu cử vào năm sau, tuyên bố rằng không thể tổ chức bầu cử tự do dưới sự cai trị của quân đội.

## Ý nghĩa
Ngày nay, cuộc nổi dậy được nhiều kiều dân và công dân Miến Điện tưởng nhớ và tôn vinh. Trong giới sinh viên Thái Lan cũng có ủng hộ cho phong trào, họ tổ chức kỷ niệm vào ngày 8 tháng 8 hàng năm. Nhân dịp 20 năm kỷ niệm cuộc nổi dậy, 48 nhà hoạt động tại Miến Điện bị bắt giữ vì tiến hành kỷ niệm sự kiện. Sự kiện tập hợp nhiều ủng hộ quốc tế cho nhân dân Miến Điện. Bộ phim Beyond Rangoon năm 1995 dựa trên một câu chuyện có thật diễn ra trong cuộc nổi dậy.
Sau 17 năm, nhiều nhà hoạt động từng tham gia phong trào lại đóng vai trò trong biểu tình chống chính phủ Myanmar. Tổ chức sinh viên thế hệ 88 được đặt tên theo sự kiện, họ giúp tổ chức các cuộc biểu tình vào năm 2007, nhiều người bị án tù dài hạn như Min Ko Naing, Ko Mya Aye, Htay Kywe, Mie Mie, Ko Ko Gyi, và Nilar Thein. Nhà biểu tình đơn lẻ Ohn Than cũng từng tham gia Cuộc nổi dậy 8888.